# Živorodka duhová
Živorodka duhová (zast. Lebistes reticulatus; nově: Poecilia reticulata), známá též jako paví očko nebo gupka, je drobná sladkovodní až brakická paprskoploutvá ryba z čeledi živorodkovitých (Poeciliidae). Díky své nenáročnosti a temperamentnosti je jednou z nejoblíbenějších akvarijních ryb, vhodnou pro naprosté začátečníky. Přivykne si dokonce i na čistě mořskou vodu. Lidový název „paví oko/očko“ je odvozen od charakteristické kresby divokých forem. Její starší název „gupka“ (z ang. Guppy) pochází od příjmení anglického vědce Roberta Johna Lechmere Guppyho (1836–1916).

## Popis

Různé formy živorodky duhové (samci)

Živorodka duhová je malá rybka (samice měří kolem 6 cm, samec měří 3–4 cm), která je rozšířena ve své domovině na obrovském území (od severních oblastí Jižní Ameriky po Brazílii, Barbados, Trinidad). V přírodě je nesmírně užitečná, neboť požírá larvy komára rodu Anopheles, přenášejícího malárii. K rozšíření jejího areálu přispěl také člověk, který živorodku duhovou vysadil v tropických oblastech v rámci boje proti epidemiím.
Dnes se chová v mnoha zemích jako oblíbená akvarijní ryba. Je hojně rozšířená i v brakických vodách (směs slané a sladké vody) a také byla zjištěna v mnoha mořích. Jedinci ze slané vody však nejsou schopni vyrovnat osmotický tlak a tudíž ve sladké vodě již nepřežívají.
Je to jedna z nejhojnějších ryb, obrovská hejna obývají teplé brakické i sladké vody jihoamerického kontinentu. Samičky jsou obyčejně výrazně mohutnější než samci, jejich zbarvení je nevýrazně hnědé a jen ocas bývá u některých forem pestřeji zbarven. Zato samci patří k nejpestřeji vybarveným rybám vůbec. Kromě hmyzu a jeho larev požírají živorodky duhové jikry a potěr ryb.
Rozmnožování probíhá po celý rok a samice rodí živá mláďata (odtud název živorodka). Řitní ploutev samečků je přeměněna v pohyblivý pářící orgán, tzv. gonopodium, jenž slouží k vnitřnímu oplození samičky. Zárodky se vyvíjejí, a to po celý čas svého vývoje, v těle matky. Jakmile dokončí svůj vývoj, vaječná blána praskne a samice porodí mláďata do vody. Samice je během porodu zpravidla schovaná v ústraní. Jedna samice může porodit cca až 24 mláďat. Světový rekord v porodu mláďat je však kolem 500 jedinců. To však vyžaduje velmi kvalitní stravu matky a celkově profesionální přístup k jejímu chovu. Mladé živorodky duhové brzy pohlavně dospívají, podle okolní teploty to může být za 4–10 týdnů. Čerstvě narozená mláďata by měla býti odchovávána odděleně, či ve společné nádrži, avšak ve velice hustém porostu, neboť může docházet ke kanibalismu.
Březost samičky je velice dobře pozorovatelná dle rozšiřující se „černé skvrny“ u řitní ploutve samičky. V okamžiku, kdy samička porodí, „černá skvrna“ zmizí, či radikálně zesvětlí.

## Volba partnera a kulturní dědičnost
Živorodka duhová je jedna z prvních ryb, u které byl doložen vliv sociálního učení a kulturní dědičnosti na výběr partnera. Samice s geneticky podmíněnou preferencí barevných (zejména oranžových) samců volí samce nebarevné, pokud takovou volbu spatřily u jiných samic. Takto získané preference výběru partnera, přestože jsou v rozporu s geneticky podmíněnými preferencemi, mohou být udržovány dlouhodobě, předávány v populaci dál a jsou tak předmětem kulturní dědičnosti a evoluce.

## Chov

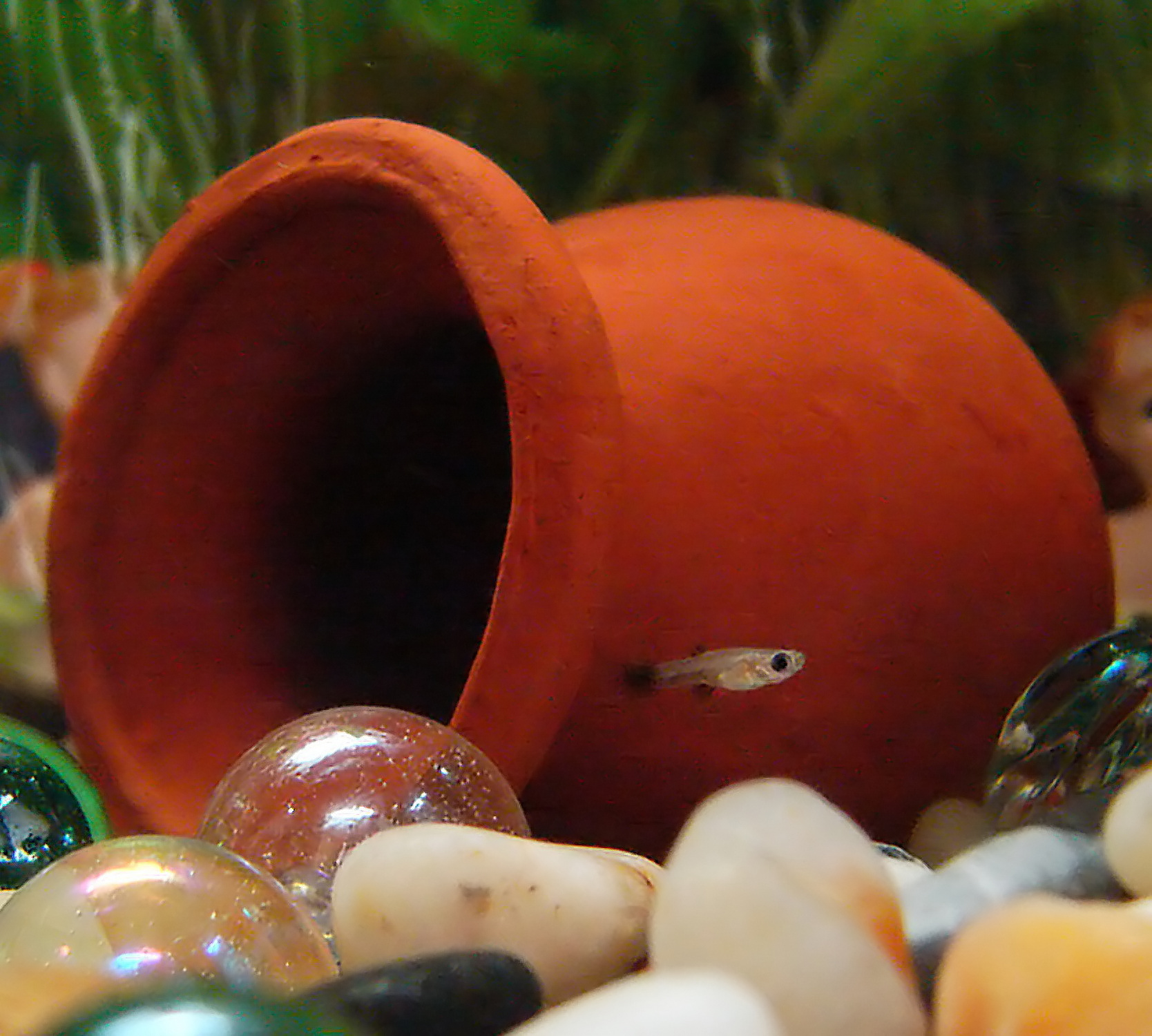
Jeden týden staré mládě živorodky duhové v akváriu.

Jde o ideální rybu pro začínající akvaristy, jelikož její chov je nenáročný a bez větších problémů se rychle množí. Díky šlechtění existuje několik barevných i tvarových variant samečků (viz obrázek výše). Živorodka duhová je klidná ryba, neagresivní, a proto se může chovat ve společnosti jiných neagresivních ryb. Její přidání do akvária s agresivními rybami se však nedoporučuje, kvůli možnému zranění (např. potrhání ocasních ploutví etc.) či zabití živorodky. V době tření by mělo akvárium také obsahovat hustý rostlinný porost, kam by se mohla samička v případě nutnosti následně ukrýt. Po vylíhnutí jiker je vhodné samečka oddělit, přestože samečci na mladé ryby zpravidla neútočí.
Další základní informace k chovu:
- Jídelníček živorodek duhových by měl být pestrý. Velice se osvědčila sušená strava (tzv. vločky), živou stravu tvoří pak např. červené pakomáří larvy (tzv. patentky), komáří larvy, komáři, mušky, mšice; či třeba vařený žloutek (opatrně, jen na prst).
- Lokalizace živorodek duhových je známá. Obývá převážně vrchní sloupec akvária.
- Biotop Střední a Latinské Ameriky. Tomu by také mělo odpovídat druhové složení akvarijních ryb a rostlin.
- Při teplotě vody si musíme uvědomit, že živorodka duhová pochází z teplých vod. Doporučuje se teplota v rozmezí 22–26 °C.
- Kyselost vody by se měla pohybovat od 5,5–8 pH.
- Tvrdost vody se doporučuje 9–19 °dGH.
- Zásadně se nedoručuje chov s agresivními, teritoriálními druhy ryb: vrubozubec paví, rájovec čínský, bojovnice pestrá etc.

## Fotogalerie

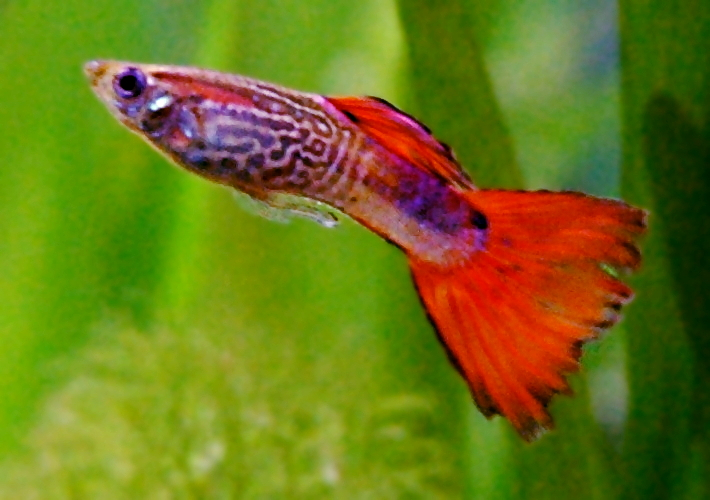
Samec
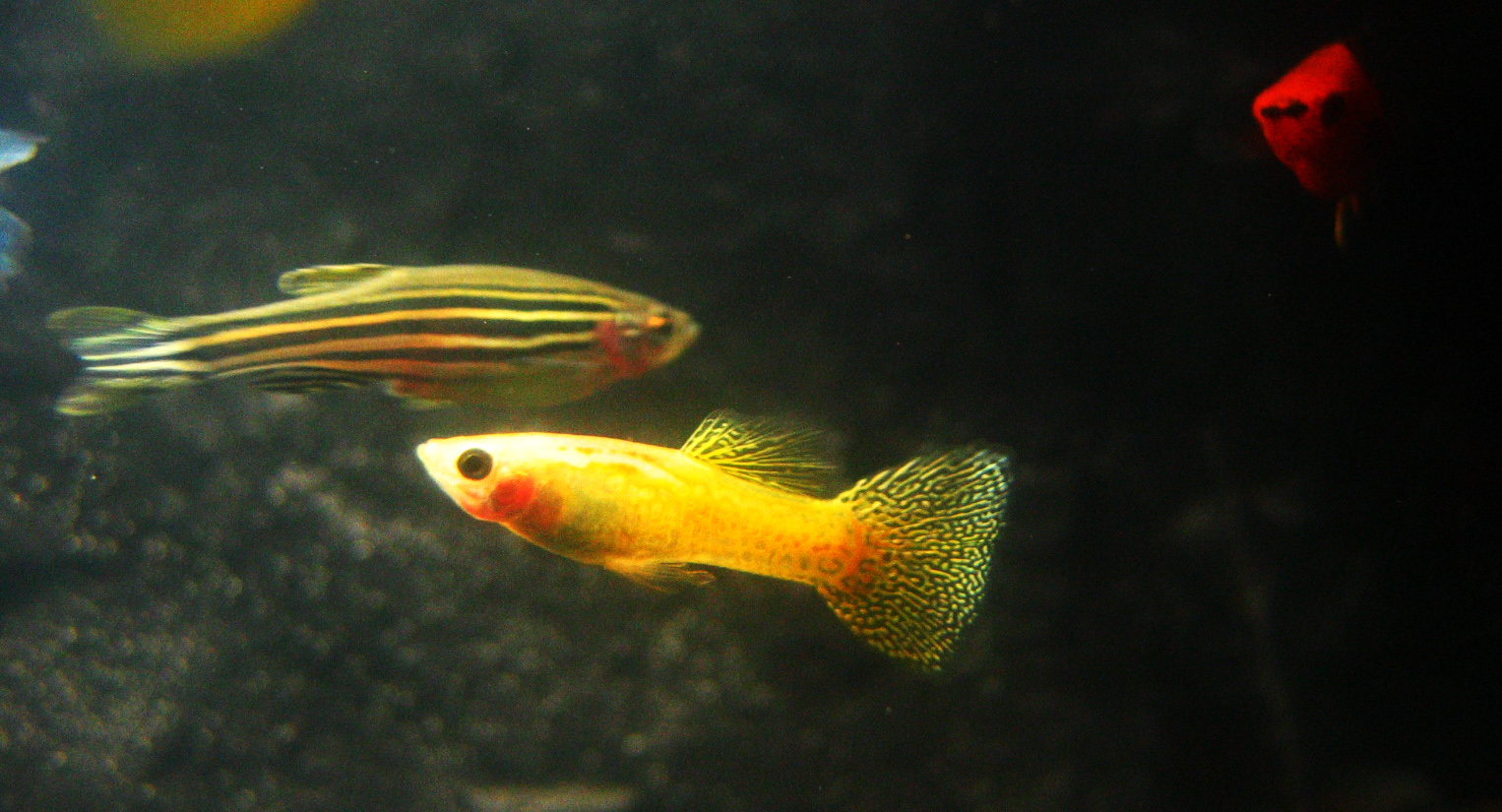
Světlá (někdy též zlatá) forma živorodky zelené – samička (dole)
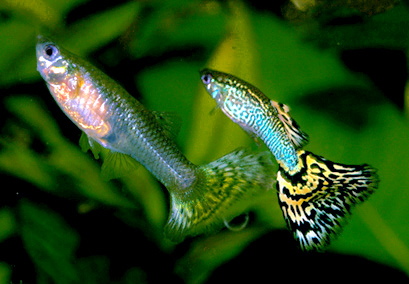
Párek živorodek duhových (samička vlevo; sameček vpravo)
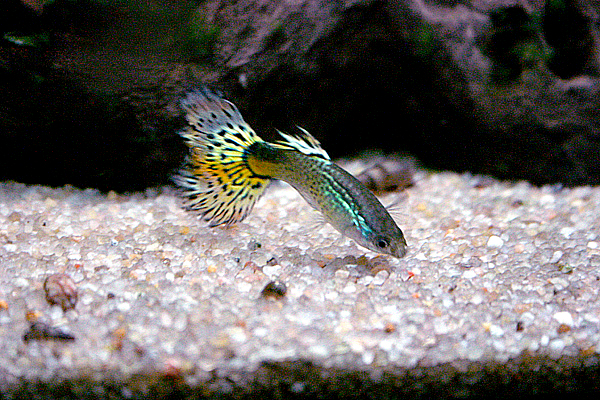
Živorodka – sameček
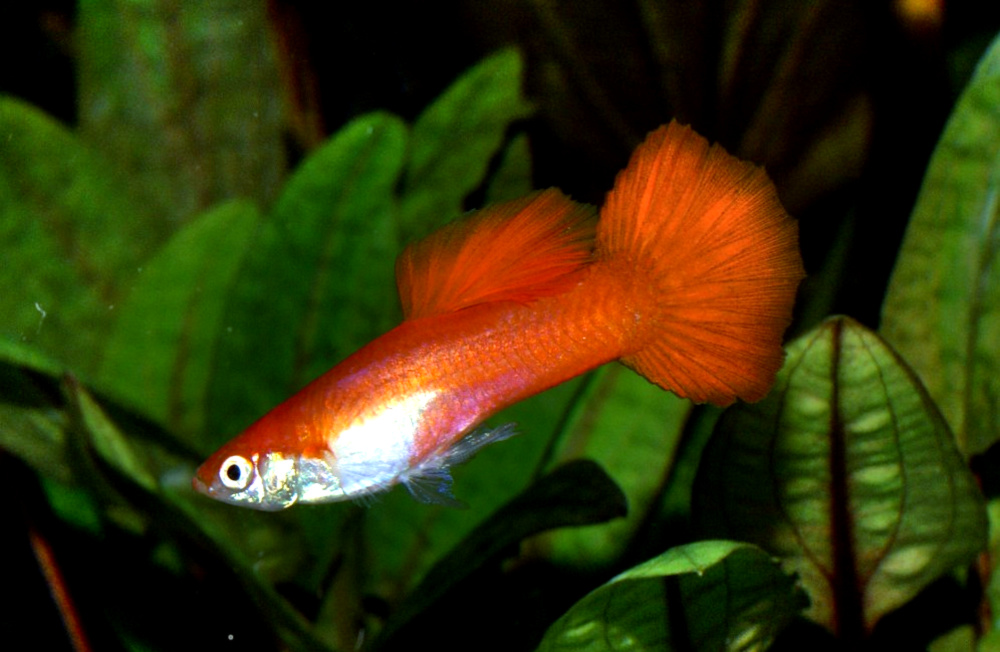
Živorodka
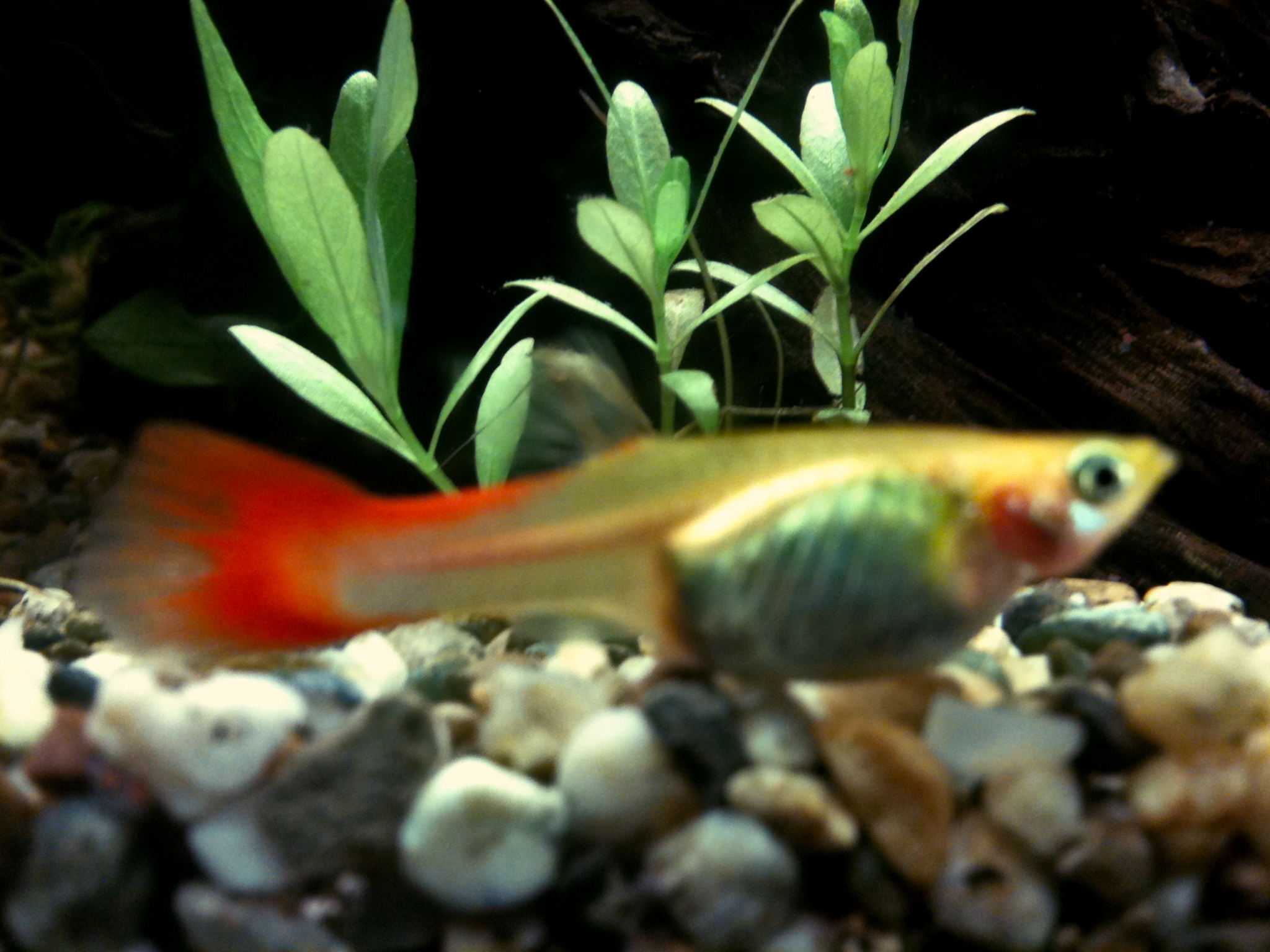
Živorodka